# 31358 Garethcollins
31358 Garethcollins este o planetă minoră (asteroid), cu un diametru de 3,265 km, din centura de asteroizi. A fost descoperită pe 17 octombrie 1998 la Stația Anderson Mesa de Lowell Observatory Near-Earth-Object Search. 
Obiectul prezintă o orbită caracterizată de o semiaxă mare de 2,1951064 UAi, o excentricitate de 0,19, o înclinație de 6,3891 ° în raport cu ecliptica.